# Вишнівецьке
Вишнівéцьке — проміжна залізнична станція Дніпровської дирекції Придніпровської залізниці на двоколійній електрифікованій постійним струмом лінії Синельникове II — Чаплине між станціями Синельникове II (11 км) та Роздори (7 км). Розташована в однойменному селищі Синельниківського району Дніпропетровської області.

## Пасажирське сполучення
На станції Вишнівецьке зупиняються приміські електропоїзди Синельниківського та Чаплинського напрямків.